# Liste des médaillés olympiques en ski alpin
Cet article présente la liste des médaillés aux Jeux olympiques en ski alpin.

## Compétitions masculines

### Descente
| Édition                                | Or                       | Argent                    | Bronze                                |
| Saint-Moritz 1948                      | Henri Oreiller (FRA)     | Franz Gabl (AUT)          | Karl Molitor (SUI) Rolf Olinger (SUI) |
| Oslo 1952                              | Zeno Colò (ITA)          | Othmar Schneider (AUT)    | Christian Pravda (AUT)                |
| Cortina d'Ampezzo 1956                 | Toni Sailer (AUT)        | Raymond Fellay (SUI)      | Anderl Molterer (AUT)                 |
| Squaw Valley 1960                      | Jean Vuarnet (FRA)       | Hans-Peter Lanig (EUA)    | Guy Périllat (FRA)                    |
| Innsbruck 1964                         | Egon Zimmermann (AUT)    | Léo Lacroix (FRA)         | Wolfgang Bartels (EUA)                |
| Grenoble 1968                          | Jean-Claude Killy (FRA)  | Guy Périllat (FRA)        | Jean-Daniel Dätwyler (SUI)            |
| Sapporo 1972                           | Bernhard Russi (SUI)     | Roland Collombin (SUI)    | Heinrich Messner (AUT)                |
| Innsbruck 1976                         | Franz Klammer (AUT)      | Bernhard Russi (SUI)      | Herbert Plank (ITA)                   |
| Lake Placid 1980                       | Leonhard Stock (AUT)     | Peter Wirnsberger (AUT)   | Steve Podborski (CAN)                 |
| Sarajevo 1984                          | Bill Johnson (USA)       | Peter Müller (SUI)        | Anton Steiner (AUT)                   |
| Calgary 1988                           | Pirmin Zurbriggen (SUI)  | Peter Müller (SUI)        | Franck Piccard (FRA)                  |
| Albertville 1992                       | Patrick Ortlieb (AUT)    | Franck Piccard (FRA)      | Günther Mader (AUT)                   |
| Lillehammer 1994                       | Tommy Moe (USA)          | Kjetil André Aamodt (NOR) | Ed Podivinsky (CAN)                   |
| Nagano 1998                            | Jean-Luc Crétier (FRA)   | Lasse Kjus (NOR)          | Hannes Trinkl (AUT)                   |
| Salt Lake City 2002                    | Fritz Strobl (AUT)       | Lasse Kjus (NOR)          | Stephan Eberharter (AUT)              |
| Turin 2006                             | Antoine Dénériaz (FRA)   | Michael Walchhofer (AUT)  | Bruno Kernen (SUI)                    |
| Vancouver 2010 (Résultats détaillés)   | Didier Défago (SUI)      | Aksel Lund Svindal (NOR)  | Bode Miller (USA)                     |
| Sotchi 2014 (Résultats détaillés)      | Matthias Mayer (AUT)     | Christof Innerhofer (ITA) | Kjetil Jansrud (NOR)                  |
| Pyeongchang 2018 (Résultats détaillés) | Aksel Lund Svindal (NOR) | Kjetil Jansrud (NOR)      | Beat Feuz (SUI)                       |
| Pékin 2022 (Résultats détaillés)       | Beat Feuz (SUI)          | Johan Clarey (FRA)        | Matthias Mayer (AUT)                  |

### Slalom
| Édition                                | Or                              | Argent                      | Bronze                       |
| Saint-Moritz 1948                      | Edi Reinalter (SUI)             | James Couttet (FRA)         | Henri Oreiller (FRA)         |
| Oslo 1952                              | Othmar Schneider (AUT)          | Stein Eriksen (NOR)         | Guttorm Berge (NOR)          |
| Cortina d'Ampezzo 1956                 | Toni Sailer (AUT)               | Chiharu Igaya (JPN)         | Stig Sollander (SWE)         |
| Squaw Valley 1960                      | Ernst Hinterseer (AUT)          | Mathias Leitner (AUT)       | Charles Bozon (FRA)          |
| Innsbruck 1964                         | Josef Stiegler (AUT)            | Billy Kidd (USA)            | Jimmy Heuga (USA)            |
| Grenoble 1968                          | Jean-Claude Killy (FRA)         | Herbert Huber (AUT)         | Alfred Matt (AUT)            |
| Sapporo 1972                           | Francisco Fernández Ochoa (ESP) | Gustav Thöni (ITA)          | Rolando Thöni (ITA)          |
| Innsbruck 1976                         | Piero Gros (ITA)                | Gustav Thöni (ITA)          | Willi Frommelt (LIE)         |
| Lake Placid 1980                       | Ingemar Stenmark (SWE)          | Phil Mahre (USA)            | Jacques Lüthy (SUI)          |
| Sarajevo 1984                          | Phil Mahre (USA)                | Steve Mahre (USA)           | Didier Bouvet (FRA)          |
| Calgary 1988                           | Alberto Tomba (ITA)             | Frank Wörndl (RFA)          | Paul Frommelt (LIE)          |
| Albertville 1992                       | Finn Christian Jagge (NOR)      | Alberto Tomba (ITA)         | Michael Tritscher (AUT)      |
| Lillehammer 1994                       | Thomas Stangassinger (AUT)      | Alberto Tomba (ITA)         | Jure Košir (SLO)             |
| Nagano 1998                            | Hans Petter Buraas (NOR)        | Ole Kristian Furuseth (NOR) | Thomas Sykora (AUT)          |
| Salt Lake City 2002                    | Jean-Pierre Vidal (FRA)         | Sébastien Amiez (FRA)       | Benjamin Raich (AUT)         |
| Turin 2006                             | Benjamin Raich (AUT)            | Reinfried Herbst (AUT)      | Rainer Schönfelder (AUT)     |
| Vancouver 2010                         | Giuliano Razzoli (ITA)          | Ivica Kostelić (CRO)        | André Myhrer (SWE)           |
| Sotchi 2014 (Résultats détaillés)      | Mario Matt (AUT)                | Marcel Hirscher (AUT)       | Henrik Kristoffersen (NOR)   |
| Pyeongchang 2018 (Résultats détaillés) | André Myhrer (SWE)              | Ramon Zenhäusern (SUI)      | Michael Matt (AUT)           |
| Pékin 2022 (Résultats détaillés)       | Clément Noël (FRA)              | Johannes Strolz (AUT)       | Sebastian Foss Solevåg (NOR) |

### Slalom géant
| Édition                                | Or                       | Argent                     | Bronze                     |
| Oslo 1952                              | Stein Eriksen (NOR)      | Christian Pravda (AUT)     | Toni Spiss (AUT)           |
| Cortina d'Ampezzo 1956                 | Toni Sailer (AUT)        | Anderl Molterer (AUT)      | Walter Schuster (AUT)      |
| Squaw Valley 1960                      | Roger Staub (SUI)        | Josef Stiegler (AUT)       | Ernst Hinterseer (AUT)     |
| Innsbruck 1964                         | François Bonlieu (FRA)   | Karl Schranz (AUT)         | Josef Stiegler (AUT)       |
| Grenoble 1968                          | Jean-Claude Killy (FRA)  | Willy Favre (SUI)          | Heinrich Messner (AUT)     |
| Sapporo 1972                           | Gustav Thöni (ITA)       | Edmund Bruggmann (SUI)     | Werner Mattle (SUI)        |
| Innsbruck 1976                         | Heini Hemmi (SUI)        | Ernst Good (SUI)           | Ingemar Stenmark (SWE)     |
| Lake Placid 1980                       | Ingemar Stenmark (SWE)   | Andreas Wenzel (LIE)       | Hans Enn (AUT)             |
| Sarajevo 1984                          | Max Julen (SUI)          | Jure Franko (YUG)          | Andreas Wenzel (LIE)       |
| Calgary 1988                           | Alberto Tomba (ITA)      | Hubert Strolz (AUT)        | Pirmin Zurbriggen (SUI)    |
| Albertville 1992                       | Alberto Tomba (ITA)      | Marc Girardelli (LUX)      | Kjetil André Aamodt (NOR)  |
| Lillehammer 1994                       | Markus Wasmeier (GER)    | Urs Kälin (SUI)            | Christian Mayer (AUT)      |
| Nagano 1998                            | Hermann Maier (AUT)      | Stephan Eberharter (AUT)   | Michael von Grünigen (SUI) |
| Salt Lake City 2002                    | Stephan Eberharter (AUT) | Bode Miller (USA)          | Lasse Kjus (NOR)           |
| Turin 2006                             | Benjamin Raich (AUT)     | Joël Chenal (FRA)          | Hermann Maier (AUT)        |
| Vancouver 2010                         | Carlo Janka (SUI)        | Kjetil Jansrud (NOR)       | Aksel Lund Svindal (NOR)   |
| Sotchi 2014 (Résultats détaillés)      | Ted Ligety (USA)         | Steve Missillier (FRA)     | Alexis Pinturault (FRA)    |
| Pyeongchang 2018 (Résultats détaillés) | Marcel Hirscher (AUT)    | Henrik Kristoffersen (NOR) | Alexis Pinturault (FRA)    |
| Pékin 2022 (Résultats détaillés)       | Marco Odermatt (SUI)     | Žan Kranjec (SLO)          | Mathieu Faivre (FRA)       |

### Super combiné
| Édition                                | Or                                 | Argent                             | Bronze                               |
| Garmisch-Partenkirchen 1936            | Franz Pfnür (GER)                  | Gustav Lantschner (GER)            | Émile Allais (FRA)                   |
| Saint-Moritz 1948                      | Henri Oreiller (FRA)               | Karl Molitor (SUI)                 | James Couttet (FRA)                  |
| De Oslo 1952 à Sarajevo 1984           | Non inscrit au programme olympique | Non inscrit au programme olympique | Non inscrit au programme olympique   |
| Calgary 1988                           | Hubert Strolz (AUT)                | Bernhard Gstrein (AUT)             | Paul Accola (SUI)                    |
| Albertville 1992                       | Josef Polig (ITA)                  | Gianfranco Martin (ITA)            | Steve Locher (SUI)                   |
| Lillehammer 1994                       | Lasse Kjus (NOR)                   | Kjetil André Aamodt (NOR)          | Harald Christian Strand Nilsen (NOR) |
| Nagano 1998                            | Mario Reiter (AUT)                 | Lasse Kjus (NOR)                   | Christian Mayer (AUT)                |
| Salt Lake City 2002                    | Kjetil André Aamodt (NOR)          | Bode Miller (USA)                  | Benjamin Raich (AUT)                 |
| Turin 2006                             | Ted Ligety (USA)                   | Ivica Kostelić (CRO)               | Rainer Schönfelder (AUT)             |
| Vancouver 2010                         | Bode Miller (USA)                  | Ivica Kostelić (CRO)               | Silvan Zurbriggen (SUI)              |
| Sotchi 2014 (Résultats détaillés)      | Sandro Viletta (SUI)               | Ivica Kostelić (CRO)               | Christof Innerhofer (ITA)            |
| Pyeongchang 2018 (Résultats détaillés) | Marcel Hirscher (AUT)              | Alexis Pinturault (FRA)            | Victor Muffat Jeandet (FRA)          |
| Pékin 2022 (Résultats détaillés)       | Johannes Strolz (AUT)              | Aleksander Aamodt Kilde (NOR)      | James Crawford (CAN)                 |

### Super-G
| Édition                                | Or                        | Argent                              | Bronze                            |
| Calgary 1988                           | Franck Piccard (FRA)      | Helmut Mayer (AUT)                  | Lars-Börje Eriksson (SWE)         |
| Albertville 1992                       | Kjetil André Aamodt (NOR) | Marc Girardelli (LUX)               | Jan Einar Thorsen (NOR)           |
| Lillehammer 1994                       | Markus Wasmeier (GER)     | Tommy Moe (USA)                     | Kjetil André Aamodt (NOR)         |
| Nagano 1998                            | Hermann Maier (AUT)       | Didier Cuche (SUI) Hans Knauß (AUT) | –                                 |
| Salt Lake City 2002                    | Kjetil André Aamodt (NOR) | Stephan Eberharter (AUT)            | Andreas Schifferer (AUT)          |
| Turin 2006                             | Kjetil André Aamodt (NOR) | Hermann Maier (AUT)                 | Ambrosi Hoffmann (SUI)            |
| Vancouver 2010                         | Aksel Lund Svindal (NOR)  | Bode Miller (USA)                   | Andrew Weibrecht (USA)            |
| Sotchi 2014 (Résultats détaillés)      | Kjetil Jansrud (NOR)      | Andrew Weibrecht (USA)              | Jan Hudec (CAN) Bode Miller (USA) |
| Pyeongchang 2018 (Résultats détaillés) | Matthias Mayer (AUT)      | Beat Feuz (SUI)                     | Kjetil Jansrud (NOR)              |
| Pékin 2022 (Résultats détaillés)       | Matthias Mayer (AUT)      | Ryan Cochran-Siegle (USA)           | Aleksander Aamodt Kilde (NOR)     |

## Compétitions féminines

### Descente
| Édition                                | Or                                    | Argent                   | Bronze                   |
| Saint-Moritz 1948                      | Hedy Schlunegger (SUI)                | Trude Beiser (AUT)       | Resi Hammerer (AUT)      |
| Oslo 1952                              | Trude Beiser-Jochum (AUT)             | Mirl Buchner (GER)       | Giuliana Minuzzo (ITA)   |
| Cortina d'Ampezzo 1956                 | Madeleine Berthod (SUI)               | Frieda Dänzer (SUI)      | Lucille Wheeler (CAN)    |
| Squaw Valley 1960                      | Heidi Biebl (EUA)                     | Penny Pitou (USA)        | Traudl Hecher (AUT)      |
| Innsbruck 1964                         | Christl Haas (AUT)                    | Edith Zimmermann (AUT)   | Traudl Hecher (AUT)      |
| Grenoble 1968                          | Olga Pall (AUT)                       | Isabelle Mir (FRA)       | Christl Haas (AUT)       |
| Sapporo 1972                           | Marie-Theres Nadig (SUI)              | Annemarie Pröll (AUT)    | Susie Corrock (USA)      |
| Innsbruck 1976                         | Rosi Mittermaier (RFA)                | Brigitte Totschnig (AUT) | Cindy Nelson (USA)       |
| Lake Placid 1980                       | Annemarie Moser-Pröll (AUT)           | Hanni Wenzel (LIE)       | Marie-Theres Nadig (SUI) |
| Sarajevo 1984                          | Michela Figini (SUI)                  | Maria Walliser (SUI)     | Olga Charvátová (TCH)    |
| Calgary 1988                           | Marina Kiehl (RFA)                    | Brigitte Oertli (SUI)    | Karen Percy (CAN)        |
| Albertville 1992                       | Kerrin Lee-Gartner (CAN)              | Hilary Lindh (USA)       | Veronika Wallinger (AUT) |
| Lillehammer 1994                       | Katja Seizinger (GER)                 | Picabo Street (USA)      | Isolde Kostner (ITA)     |
| Nagano 1998                            | Katja Seizinger (GER)                 | Pernilla Wiberg (SWE)    | Florence Masnada (FRA)   |
| Salt Lake City 2002                    | Carole Montillet (FRA)                | Isolde Kostner (ITA)     | Renate Götschl (AUT)     |
| Turin 2006                             | Michaela Dorfmeister (AUT)            | Martina Schild (SUI)     | Anja Pärson (SWE)        |
| Vancouver 2010 (Résultats détaillés)   | Lindsey Vonn (USA)                    | Julia Mancuso (USA)      | Elisabeth Görgl (AUT)    |
| Sotchi 2014 (Résultats détaillés)      | Dominique Gisin (SUI) Tina Maze (SLO) | –                        | Lara Gut (SUI)           |
| Pyeongchang 2018 (Résultats détaillés) | Sofia Goggia (ITA)                    | Ragnhild Mowinckel (NOR) | Lindsey Vonn (USA)       |
| Pékin 2022 (Résultats détaillés)       | Corinne Suter (SUI)                   | Sofia Goggia (ITA)       | Nadia Delago (ITA)       |

### Slalom
| Édition                                | Or                         | Argent                      | Bronze                       |
| Saint-Moritz 1948                      | Gretchen Fraser (USA)      | Antoinette Meyer (SUI)      | Erika Mahringer (AUT)        |
| Oslo 1952                              | Andrea Mead-Lawrence (USA) | Ossi Reichert (GER)         | Mirl Buchner (GER)           |
| Cortina d'Ampezzo 1956                 | Renée Colliard (SUI)       | Regina Schöpf (AUT)         | Evgenia Sidorova (URS)       |
| Squaw Valley 1960                      | Anne Heggtveit (CAN)       | Betsy Snite (USA)           | Barbara Henneberger (EUA)    |
| Innsbruck 1964                         | Christine Goitschel (FRA)  | Marielle Goitschel (FRA)    | Jean Saubert (USA)           |
| Grenoble 1968                          | Marielle Goitschel (FRA)   | Nancy Greene (CAN)          | Annie Famose (FRA)           |
| Sapporo 1972                           | Barbara Ann Cochran (USA)  | Danièle Debernard (FRA)     | Florence Steurer (FRA)       |
| Innsbruck 1976                         | Rosi Mittermaier (RFA)     | Claudia Giordani (ITA)      | Hanni Wenzel (LIE)           |
| Lake Placid 1980                       | Hanni Wenzel (LIE)         | Christa Kinshofer (RFA)     | Erika Hess (SUI)             |
| Sarajevo 1984                          | Paoletta Magoni (ITA)      | Perrine Pelen (FRA)         | Ursula Konzett (LIE)         |
| Calgary 1988                           | Vreni Schneider (SUI)      | Mateja Svet (YUG)           | Christa Kinshofer (RFA)      |
| Albertville 1992                       | Petra Kronberger (AUT)     | Annelise Coberger (NZL)     | Blanca Fernández Ochoa (ESP) |
| Lillehammer 1994                       | Vreni Schneider (SUI)      | Elfi Eder (AUT)             | Katja Koren (SLO)            |
| Nagano 1998                            | Hilde Gerg (GER)           | Deborah Compagnoni (ITA)    | Zali Steggall (AUS)          |
| Salt Lake City 2002                    | Janica Kostelić (CRO)      | Laure Pequegnot (FRA)       | Anja Pärson (SWE)            |
| Turin 2006                             | Anja Pärson (SWE)          | Nicole Hosp (AUT)           | Marlies Schild (AUT)         |
| Vancouver 2010                         | Maria Riesch (GER)         | Marlies Schild (AUT)        | Šárka Strachová (RTC)        |
| Sotchi 2014 (Résultats détaillés)      | Mikaela Shiffrin (USA)     | Marlies Schild (AUT)        | Kathrin Zettel (AUT)         |
| Pyeongchang 2018 (Résultats détaillés) | Frida Hansdotter (SWE)     | Wendy Holdener (SUI)        | Katharina Gallhuber (AUT)    |
| Pékin 2022 (Résultats détaillés)       | Petra Vlhová (SVK)         | Katharina Liensberger (AUT) | Wendy Holdener (SUI)         |

### Slalom géant
| Édition                                | Or                         | Argent                                            | Bronze                     |
| Oslo 1952                              | Andrea Mead-Lawrence (USA) | Dagmar Rom (AUT)                                  | Mirl Buchner (GER)         |
| Cortina d'Ampezzo 1956                 | Ossi Reichert (EUA)        | Josefin Frandl (AUT)                              | Dorothea Hochleitner (AUT) |
| Squaw Valley 1960                      | Yvonne Rüegg (SUI)         | Penny Pitou (USA)                                 | Giuliana Minuzzo (ITA)     |
| Innsbruck 1964                         | Marielle Goitschel (FRA)   | Christine Goitschel (FRA) Jean Saubert (USA)      | –                          |
| Grenoble 1968                          | Nancy Greene (CAN)         | Annie Famose (FRA)                                | Fernande Bochatay (SUI)    |
| Sapporo 1972                           | Marie-Theres Nadig (SUI)   | Annemarie Pröll (AUT)                             | Wiltrud Drexel (AUT)       |
| Innsbruck 1976                         | Kathy Kreiner (CAN)        | Rosi Mittermaier (RFA)                            | Danièle Debernard (FRA)    |
| Lake Placid 1980                       | Hanni Wenzel (LIE)         | Irene Epple (RFA)                                 | Perrine Pelen (FRA)        |
| Sarajevo 1984                          | Debbie Armstrong (USA)     | Christin Cooper (USA)                             | Perrine Pelen (FRA)        |
| Calgary 1988                           | Vreni Schneider (SUI)      | Christa Kinshofer (RFA)                           | Maria Walliser (SUI)       |
| Albertville 1992                       | Pernilla Wiberg (SWE)      | Diann Roffe Steinrotter (USA) Anita Wachter (NOR) | –                          |
| Lillehammer 1994                       | Deborah Compagnoni (ITA)   | Martina Ertl (GER)                                | Vreni Schneider (SUI)      |
| Nagano 1998                            | Deborah Compagnoni (ITA)   | Alexandra Meissnitzer (AUT)                       | Katja Seizinger (GER)      |
| Salt Lake City 2002                    | Janica Kostelić (CRO)      | Anja Pärson (SWE)                                 | Sonja Nef (SUI)            |
| Turin 2006                             | Julia Mancuso (USA)        | Tanja Poutiainen (FIN)                            | Anna Ottosson (SWE)        |
| Vancouver 2010                         | Viktoria Rebensburg (GER)  | Tina Maze (SLO)                                   | Elisabeth Görgl (AUT)      |
| Sotchi 2014 (Résultats détaillés)      | Tina Maze (SLO)            | Anna Fenninger (AUT)                              | Viktoria Rebensburg (GER)  |
| Pyeongchang 2018 (Résultats détaillés) | Mikaela Shiffrin (USA)     | Ragnhild Mowinckel (NOR)                          | Federica Brignone (ITA)    |
| Pékin 2022 (Résultats détaillés)       | Sara Hector (SUE)          | Federica Brignone (ITA)                           | Lara Gut-Behrami (SUI)     |

### Super combiné
| Édition                                | Or                                 | Argent                             | Bronze                             |
| Garmisch-Partenkirchen 1936            | Christl Cranz (GER)                | Käthe Grasegger (GER)              | Laila Schou Nilsen (NOR)           |
| Saint-Moritz 1948                      | Trude Beiser (AUT)                 | Gretchen Fraser (USA)              | Erika Mahringer (AUT)              |
| De Oslo 1952 à Sarajevo 1984           | Non inscrit au programme olympique | Non inscrit au programme olympique | Non inscrit au programme olympique |
| Calgary 1988                           | Anita Wachter (AUT)                | Brigitte Oertli (SUI)              | Maria Walliser (SUI)               |
| Albertville 1992                       | Petra Kronberger (AUT)             | Anita Wachter (AUT)                | Florence Masnada (FRA)             |
| Lillehammer 1994                       | Pernilla Wiberg (SWE)              | Vreni Schneider (SUI)              | Alenka Dovžan (SLO)                |
| Nagano 1998                            | Katja Seizinger (GER)              | Martina Ertl (GER)                 | Hilde Gerg (GER)                   |
| Salt Lake City 2002                    | Janica Kostelić (CRO)              | Renate Götschl (AUT)               | Martina Ertl (GER)                 |
| Turin 2006                             | Janica Kostelić (CRO)              | Marlies Schild (AUT)               | Anja Pärson (SWE)                  |
| Vancouver 2010                         | Maria Riesch (GER)                 | Julia Mancuso (USA)                | Anja Pärson (SWE)                  |
| Sotchi 2014 (Résultats détaillés)      | Maria Höfl-Riesch (GER)            | Nicole Hosp (AUT)                  | Julia Mancuso (USA)                |
| Pyeongchang 2018 (Résultats détaillés) | Michelle Gisin (SUI)               | Mikaela Shiffrin (USA)             | Wendy Holdener (SUI)               |
| Pékin 2022 (Résultats détaillés)       | Michelle Gisin (SUI)               | Wendy Holdener (SUI)               | Federica Brignone (ITA)            |

### Super-G
| Édition                                | Or                            | Argent                     | Bronze                      |
| Calgary 1988                           | Sigrid Wolf (AUT)             | Michela Figini (SUI)       | Karen Percy (CAN)           |
| Albertville 1992                       | Deborah Compagnoni (ITA)      | Carole Merle (FRA)         | Katja Seizinger (GER)       |
| Lillehammer 1994                       | Diann Roffe Steinrotter (USA) | Svetlana Gladycheva (RUS)  | Isolde Kostner (ITA)        |
| Nagano 1998                            | Picabo Street (USA)           | Michaela Dorfmeister (AUT) | Alexandra Meissnitzer (AUT) |
| Salt Lake City 2002                    | Daniela Ceccarelli (ITA)      | Janica Kostelić (CRO)      | Karen Putzer (ITA)          |
| Turin 2006                             | Michaela Dorfmeister (AUT)    | Janica Kostelić (CRO)      | Alexandra Meissnitzer (AUT) |
| Vancouver 2010                         | Andrea Fischbacher (AUT)      | Tina Maze (SLO)            | Lindsey Vonn (USA)          |
| Sotchi 2014 (Résultats détaillés)      | Anna Fenninger (AUT)          | Maria Höfl-Riesch (GER)    | Nicole Hosp (AUT)           |
| Pyeongchang 2018 (Résultats détaillés) | Ester Ledecká (CZE)           | Anna Veith (AUT)           | Tina Weirather (LIE)        |
| Pékin 2022 (Résultats détaillés)       | Lara Gut-Behrami (SUI)        | Mirjam Puchner (AUT)       | Michelle Gisin (SUI)        |

## Compétition mixte

### Slalom parallèle par équipes (Team event)
| Édition                                | Or | Argent | Bronze |
| Pyeongchang 2018 (Résultats détaillés) | Suisse Denise Feierabend Wendy Holdener Luca Aerni Daniel Yule Ramon Zenhäusern                                  | Autriche Stephanie Brunner Katharina Gallhuber Katharina Liensberger Manuel Feller Michael Matt Marco Schwarz | Norvège Nina Haver-Løseth Kristin Lysdahl Maren Skjøld Sebastian Foss Solevåg Leif Kristian Nestvold-Haugen Jonathan Nordbotten   |
| Pékin 2022 (Résultats détaillés)       | Autriche Katharina Huber Katharina Liensberger Katharina Truppe Stefan Brennsteiner Michael Matt Johannes Strolz | Allemagne Emma Aicher Lena Dürr Kira Weidle Julian Rauchfuss Alexander Schmid Linus Straßer                   | Norvège Mina Fuerst Holtmann Thea Louise Stjernesund Maria Therese Tviberg Timon Haugan Fabian Wilkens Solheim Rasmus Windingstad |

## Liste des skieurs alpins les plus médaillés
Hommes

(au moins 3 titres olympiques ou 4 médailles)
| Skieur              | Pays       | Jeux            | Or | Argent | Bronze | Total |
| ------------------- | ---------- | --------------- | -- | ------ | ------ | ----- |
| Kjetil André Aamodt | Norvège    | 1992–2006       | 4  | 2      | 2      | 8     |
| Bode Miller         | États-Unis | 1998–2014       | 1  | 3      | 2      | 6     |
| Alberto Tomba       | Italie     | 1988–1998       | 3  | 2      | 0      | 5     |
| Lasse Kjus          | Norvège    | 1992–2006       | 1  | 3      | 1      | 5     |
| Kjetil Jansrud      | Norvège    | 2006–2018       | 1  | 2      | 2      | 5     |
| Matthias Mayer      | Autriche   | 2014-2022       | 3  | 0      | 1      | 4     |
| Hermann Maier       | Autriche   | 1998, 2006      | 2  | 1      | 1      | 4     |
| Aksel Lund Svindal  | Norvège    | 2006–2018       | 2  | 1      | 1      | 4     |
| Benjamin Raich      | Autriche   | 2002–2014       | 2  | 0      | 2      | 4     |
| Stephan Eberharter  | Autriche   | 1992, 1998–2002 | 1  | 2      | 1      | 4     |
| Ivica Kostelić      | Croatie    | 2002–2014       | 0  | 4      | 0      | 4     |
| Jean-Claude Killy   | France     | 1964–1968       | 3  | 0      | 0      | 3     |
| Toni Sailer         | Autriche   | 1956            | 3  | 0      | 0      | 3     |

Femmes

(au moins 3 titres olympiques ou 4 médailles)
| Skieuse            | Pays          | Jeux      | Or | Argent | Bronze | Total |
| ------------------ | ------------- | --------- | -- | ------ | ------ | ----- |
| Janica Kostelić    | Croatie       | 1998–2006 | 4  | 2      | 0      | 6     |
| Anja Pärson        | Suède         | 2002–2010 | 1  | 1      | 4      | 6     |
| Vreni Schneider    | Suisse        | 1988–1994 | 3  | 1      | 1      | 5     |
| Katja Seizinger    | Allemagne     | 1992–1998 | 3  | 0      | 2      | 5     |
| Wendy Holdener     | Suisse        | 2018–2022 | 1  | 2      | 2      | 5     |
| Deborah Compagnoni | Italie        | 1992–1998 | 3  | 1      | 0      | 4     |
| Maria Höfl-Riesch  | Allemagne     | 2010–2014 | 3  | 1      | 0      | 4     |
| Tina Maze          | Slovénie      | 2002–2014 | 2  | 2      | 0      | 4     |
| Hanni Wenzel       | Liechtenstein | 1976–1980 | 2  | 1      | 1      | 4     |
| Julia Mancuso      | États-Unis    | 2002–2014 | 1  | 2      | 1      | 4     |
| Marlies Schild     | Autriche      | 2002–2014 | 0  | 3      | 1      | 4     |

## Liste des skieurs alpins comptant au minimum deux titres
En gras, les skieurs/skieuses encore en activité 

### Hommes
| Rang | Athlète             | Pays     | De * | À *  | Or | Argent | Bronze | Total |
| ---- | ------------------- | -------- | ---- | ---- | -- | ------ | ------ | ----- |
| 1    | Kjetil André Aamodt | Norvège  | 1992 | 2006 | 4  | 2      | 2      | 8     |
| 2    | Alberto Tomba       | Italie   | 1988 | 1994 | 3  | 2      | -      | 5     |
| 3    | Matthias Mayer      | Autriche | 2014 | 2022 | 3  | -      | 1      | 4     |
| 4    | Jean-Claude Killy   | France   | 1968 | 1968 | 3  | -      | -      | 3     |
| 4    | Toni Sailer         | Autriche | 1956 | 1956 | 3  | -      | -      | 3     |
| 6    | Hermann Maier       | Autriche | 1998 | 2006 | 2  | 1      | 1      | 4     |
| 6    | Aksel Lund Svindal  | Norvège  | 2010 | 2018 | 2  | 1      | 1      | 4     |
| 8    | Marcel Hirscher     | Autriche | 2014 | 2018 | 2  | 1      | -      | 3     |
| 9    | Benjamin Raich      | Autriche | 2002 | 2006 | 2  | -      | 2      | 4     |
| 10   | Henri Oreiller      | France   | 1948 | 1948 | 2  | -      | 1      | 3     |
| 10   | Ingemar Stenmark    | Suède    | 1976 | 1980 | 2  | -      | 1      | 3     |

### Femmes
| Rang | Athlète              | Pays                 | De * | À *  | Or | Argent | Bronze | Total |
| ---- | -------------------- | -------------------- | ---- | ---- | -- | ------ | ------ | ----- |
| 1    | Janica Kostelić      | Croatie              | 2002 | 2006 | 4  | 2      | -      | 6     |
| 2    | Vreni Schneider      | Suisse               | 1988 | 1994 | 3  | 1      | 1      | 5     |
| 3    | Deborah Compagnoni   | Italie               | 1992 | 1998 | 3  | 1      | -      | 4     |
| 3    | Maria Höfl-Riesch    | Allemagne            | 2010 | 2014 | 3  | 1      | -      | 4     |
| 5    | Katja Seizinger      | Allemagne            | 1992 | 1998 | 3  | -      | 2      | 5     |
| 6    | Tina Maze            | Slovénie             | 2010 | 2014 | 2  | 2      | -      | 4     |
| 7    | Hanni Wenzel         | Liechtenstein        | 1976 | 1980 | 2  | 1      | 1      | 4     |
| 8    | Michaela Dorfmeister | Autriche             | 1998 | 2006 | 2  | 1      | -      | 3     |
| 8    | Marielle Goitschel   | France               | 1964 | 1968 | 2  | 1      | -      | 3     |
| 8    | Trude Jochum-Beiser  | Autriche             | 1948 | 1952 | 2  | 1      | -      | 3     |
| 8    | Rosi Mittermaier     | Allemagne de l'Ouest | 1976 | 1976 | 2  | 1      | -      | 3     |
| 8    | Mikaela Shiffrin     | États-Unis           | 2014 | 2018 | 2  | 1      | -      | 3     |
| 8    | Pernilla Wiberg      | Suède                | 1992 | 1998 | 2  | 1      | -      | 3     |